# Puerto de Pasajeros de Riga
El Puerto de Pasajeros de Riga (en letón: Rīgas pasažieru osta) es un terminal de pasajeros en Riga, la capital de Letonia, con servicios de tránsito público y privado de viajeros por vía marítima. La terminal se encuentra en la calle 3A Eksporta.
Es el único espacio diseñados específicamente para el traslado de pasajeros de barcos, ferries y cruceros que atracan en la ciudad. El edificio fue construido en 1965. En 2007 el puerto de pasajeros de Riga, tuvo un flujo total de 441.914 pasajeros, en 2008 el tráfico de pasajeros alcanzó 503.594, un aumento del 13,95% con respecto al año anterior.  

## Destinos
Tallink --- Riga - Estocolmo (Salida desde Riga todos los días a las 17:30)